# Mieczysław Skurczyński
Mieczysław Skurczyński (ur. 1914, zm. 1962) – polski duchowny rzymskokatolicki.

## Życiorys
Był księdzem diecezji częstochowskiej, święcenia kapłańskie przyjął w 1938. W 1939 roku był prefektem w szkole nr 6 w Koszelewie (Bedzinie), mieszkał w parafii św. Barbary na Koszelewie. Pod pseudonimem „Miecz” pełnił funkcję kapelana odtworzonej w ramach Okręgu Krakowskiego Armii Krajowej Krakowskiej Brygady Kawalerii. Od 1955 był administratorem parafii w Klimontowie. W 1957 został proboszczem erygowanej w tym roku parafii Chrystusa Króla w Sosnowcu, gdzie pod jego kierunkiem w latach 1958-1960 wybudowano kościół.

## Odznaczenia
- Złoty Krzyż Zasługi – dwukrotnie (1950, za zasługi w pracy społecznej[4] oraz 1954, za zasługi w pracy społecznej[5])